# Федерален град
Федерален град (на английски: federal city; на немски: Bundesstadt) е израз за обозначаване на градове с особен статут, обикновено в държави с федеративно държавно устройство - в Съединените американски щати, Федерална република Германия, Швейцарската конфедерация, Руската федерация и др.
Бон - бившата столица на Западна Германия, е наричан федерален град. От 28 април 1994 година там е второто официално седалище на федералния президент, федералния канцлер, Бундесрата (горната палата на парламента), както и първото официално седалище на 6 федерални министерства и около 20 федерални служби на Германия.
Федерален град е официалното звание на Берн, тъй като е седалище на федералния парламент и федералното правителство на Швейцария. В миналото Вашингтон също е наричан федерален град. Аналогичният термин в Русия е град от федерално значение (накратко федерален град) - такива са настоящата столица Москва, бившата столица Санкт Петербург, де факто Севастопол, а подобен статут има пряко управляваният град Байконур (обслужващ космодрума Байконур) в Казахстан, арендован до 2050 г.
За Бон и Берн терминът е само титла, която не им носи допълнителни права. Някои федерални градове (като руските), както и федерални столици – Вашингтон, Мексико, Бразилия, Канбера, Виена, Астана, са обособени (обикновено с прилежащи селища) в самостоятелни административно-териториални единици от най-високо ниво в държавата, без да влизат в състава на други единици. Като обобщаващ термин за такива единици се използва федерален окръг.